# 3754-es busz
A 3754-es jelzésű autóbuszvonal Miskolc / Sajóbábony, Sajószentpéter és Varbó között húzódik, amelyet a MÁV Személyszállítási Zrt. üzemeltet.

## Útvonala
A miskolci autóbusz-állomásról, a Búza térről indul. Útját a 26-os főúton kezdi el, annak négysávos szakaszán, északi irányban, a Szentpéteri kapun keresztül. Többek között erre található a miskolci húszemeletes, a megye központi kórháza, valamint az útból ágazik ki az egykori miskolci repülőtér felé vezető szakasz is, egy bevásárlóközponti csomópontban. A megyeszékhelyet a Miskolc–Bánréve–Ózd-vasútvonal és a Sajóecseg–Hídvégardó-vasútvonal közös vonalszakaszával párhuzamosan hagyja el.
Alapjáraton az indításai minden megállót érintenek, mint ahogy a szirmabesenyői (ahonnan Szirmabesenyő és Sajóvámos érhető el), az egykori Borsodi Ércelőkészítő Műi, a sajókeresztúri, a sajóbábonyi és a piltatanyai elágazásokat is, azonban a reggeli órákban mindkettő irányból több járat is gyorsított. A 3754-es buszvonal egyes járatai hasonlóan a 3765-ös buszokhoz, a sajóbábonyi ipari parkig közlekednek vagy onnan indulnak, jellemzően műszakváltás idejében. Az ország egyetlen zsákvárosából a peremén vezető közúton hajt ki, ófaluját nem fűzi útvonalára, a sajóbábonyi elágazástól azonos úton közlekedik azonos vonalszámú buszaival.
A vonal első települése 12 kilométer után Sajószentpéter. A Sajó parti városnak délkeleti részén indul neki, kiágazik belőle a 27-es főút, valamint azzal együtt eltávoznak az Edelény irányába közlekedő autóbuszok, átgázol a központján a parasznyai elágazásig, ahol lekanyarodik a település felé. Később a Harica-patak menti falvakat szolgálja ki, régebben kettő kisebbik község, Sajókápolna és Sajólászlófalva belterületét is érintette, napjainkban már szinte az összes járat csak a határában halad el.

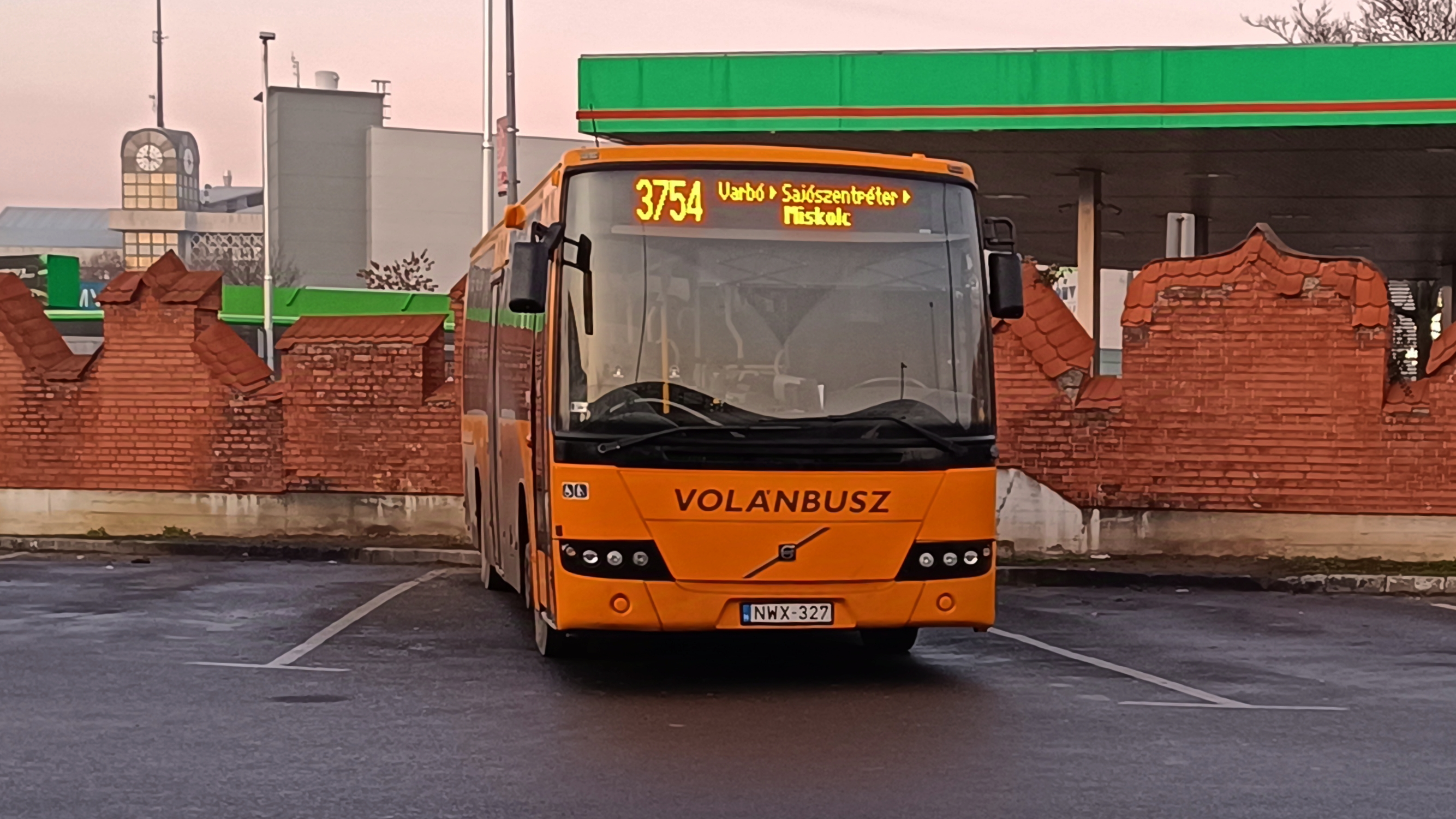
Volvo 8700 is megjelenik

A nap során a járatok eljutnak a Pittypalatty-völgybe, többször is kitérnek Kondóra, a környék négy összenőtt településének egyikére, majd következik Radostyán és nyílegyenesen belőle Parasznya, legvégül a vonal végállomására, a kiemelten jó fekvésű Varbóra érkezik, ahonnan halastava mindössze egy kilométerre fekszik a Nyögő-patak partján.

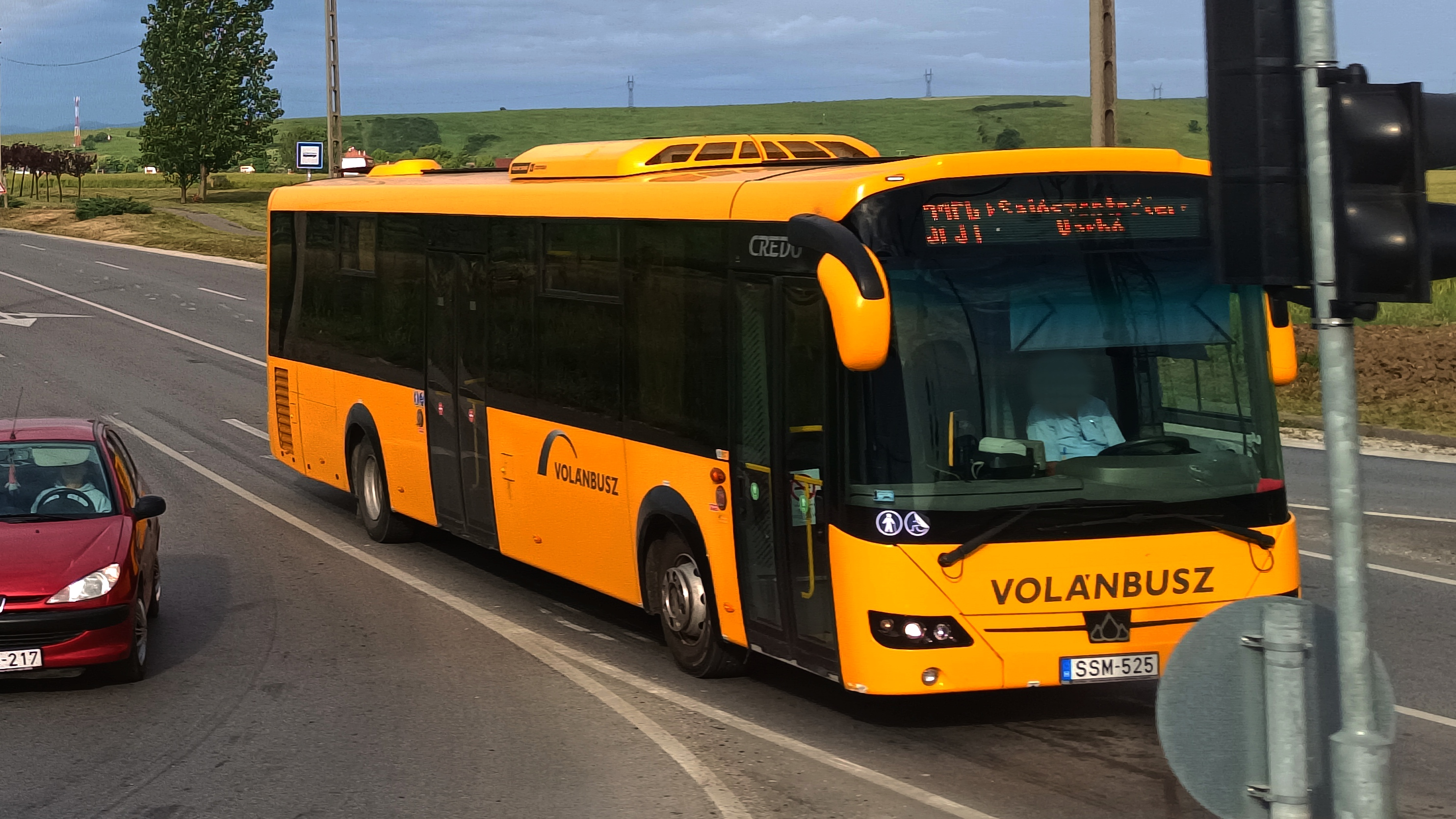
A sajóbábonyi csomópontban jön az iparvárosból

## Közlekedése
Indításai a hét minden napján történnek, sűrű jelleggel. Varbó településről három fő irányba lehet eljutni, Sajószentpéter felé (3754, 3756, 4050), a hajdanán Diósgyőri Gépgyár jelenleg is működő cégeihez, Miskolc Diósgyőr városrészébe, Lyukóbányán keresztül (3756) és Kazincbarcikára (4050). A Sajóbábonyból induló vagy ott végállomásozó járatok szinte minden esetben Miskolc és Varbó irányába csatlakozást biztosítanak (3765).
A 3754-es autóbuszvonalban jelentősebb változások a 2020 júliusában életbelépett Miskolc–Kazincbarcika–Ózd térségi megreformált menetrend által történtek. Miskolc és Varbó viszonylatban több járatot indítottak a mindennapok során, kiszámíthatóbb időpontokban. Egyes autóbuszok gyorsjáratként közlekednek, a Miskolc és Sajószentpéter közötti megállókat kihagyva.
A MÁV-csoport 2025. április 1-jei menetrend-változtatásával az iskolai napokon Sajóbábonyból Varbóra közlekedő autóbusz a sajószentpéteri Semmelweis helyi óvoda igényeit már nem elégíti ki.

### Törzsjárművei
- az FLZ-192 rendszámú Mercedes-Benz Conecto,
- az NTL-983 rendszámú Mercedes-Benz Intouro,
- az NWX-327 rendszámú Volvo 8700,
- az NZM-436 rendszámú Credo Econell 12,
- az SSM-525 rendszámú Credo Econell 12,
- az SWR-580 rendszámú Volvo 8900,
- az AAJB-319 rendszámú Credo Econell 18 Next,
- az AAJB-324 rendszámú Credo Econell 18 Next,
- az AAJB-325 rendszámú Credo Econell 18 Next autóbuszok.

| Viszonylat                                        | Indításszám      | Közlekedési rend          |
| ------------------------------------------------- | ---------------- | ------------------------- |
| Miskolc, aut. áll. – Varbó, emlékmű               | 7 oda, 9 vissza  | tanítási napokon          |
| Miskolc, aut. áll. – Varbó, emlékmű               | 7 oda, 11 vissza | tanszünetben munkanapokon |
| Miskolc, aut. áll. – Varbó, emlékmű               | 3 oda, 4 vissza  | szabadnapokon             |
| Miskolc, aut. áll. – Varbó, emlékmű               | 4 pár            | munkaszüneti napokon      |
| Sajóbábony, ipari park – Varbó, emlékmű           | 3 oda, 2 vissza  | tanítási napokon          |
| Sajóbábony, ipari park – Varbó, emlékmű           | 3 oda, 1 vissza  | tanszünetben munkanapokon |
| Sajóbábony, ipari park – Varbó, emlékmű           | 3 pár            | hétvégén                  |
| Varbó, emlékmű ➝ Sajószentpéter, parasznyai elág. | 1 oda            | tanítási napokon          |

## Megállóhelyei
| 0 | Miskolc, autóbusz-állomás végállomás                     | 0.0 km  | 1, 1G, 3, 3A, 4, 7, 11, 12G, 20, 20A, 24, 28, 32, 34G, 35, 43, 44, 45, 101B, 900, 914, 935 1050, 1053, 1369, 1370, 1372, 1373, 1374, 1375, 1376, 1377, 1380, 1381, 1383, 1384, 1410, 1411 3700, 3701, 3702, 3703, 3704, 3705, 3706, 3707, 3708, 3709, 3710, 3711, 3712, 3714, 3715, 3716, 3717, 3718, 3719, 3720, 3721, 3722, 3723, 3724, 3726, 3727, 3728, 3729, 3730, 3731, 3733, 3734, 3735, 3736, 3737, 3738, 3739, 3740, 3741, 3742, 3743, 3744, 3745, 3746, 3747, 3748, 3749, 3750, 3751, 3752, 3753, 3755, 3757, 3760, 3761, 3764, 3765, 3766, 3767, 3770, 3772, 3773, 3774, 3775, 3776, 3777, 4019 |
| 1 | Miskolc, Leventevezér utca                               | 1.2 km  | 3, 12, 12G, 14, 14G, 20, 36, 54, 914 3700, 3701, 3702, 3703, 3704, 3705, 3707, 3714, 3757, 3760, 3761, 3763, 3764, 3765, 3770, 3772, 3773, 3774, 3775, 3776, 3777 |
| 2 | Miskolc, megyei kórház                                   | 1.9 km  | 3, 3A, 12, 12G, 14, 14G, 20, 24, 36, 54, 914 1369, 1384, 1410, 1411 3700, 3701, 3702, 3703, 3704, 3705, 3707, 3708, 3709, 3711, 3714, 3757, 3760, 3761, 3763, 3764, 3765, 3766, 3767, 3769, 3770, 3772, 3773, 3774, 3775, 3776, 3777 |
| 3 | Miskolc, repülőtér bejárati út                           | 2.8 km  | 3, 3A, 8, 12, 12G, 14, 14G, 20, 24, 36, 54, 240, 914 1369, 1384, 1410, 1411 3700, 3701, 3702, 3703, 3704, 3705, 3707, 3708, 3709, 3711, 3714, 3757, 3760, 3761, 3763, 3764, 3765, 3766, 3767, 3769, 3770, 3772, 3773, 3774, 3775, 3776, 3777 |
| 4 | Miskolc, Stromfeld laktanya                              | 3.9 km  | 1369, 1384, 1410, 1411 3700, 3701, 3702, 3703, 3704, 3705, 3707, 3708, 3709, 3711, 3714, 3757, 3760, 3761, 3763, 3764, 3765, 3766, 3767, 3769, 3770, 3772, 3773, 3774, 3775, 3776, 3777 |
| 5 | Szirmabesenyői elágazás                                  | 5.0 km  | 3700, 3701, 3702, 3703, 3704, 3705, 3707, 3708, 3709, 3711, 3714, 3757, 3760, 3761, 3763, 3764, 3765, 3770, 3772, 3773, 3774, 3775, 3776, 3777, 3797 |
| 6 | Sajókeresztúr, ipari park bejárati út                    | 6.9 km  | 3703, 3704, 3707, 3708, 3709, 3711, 3757, 3760, 3761, 3763, 3764, 3765, 3770, 3772, 3773, 3774, 3775, 3776, 3797 |
| 7 | Sajókeresztúri elágazás                                  | 7.8 km  | 3703, 3707, 3757, 3760, 3761, 3763, 3764, 3765, 3770, 3772, 3773, 3775, 3776, 3777, 3797 |
| Tanítási napokon 5; tanszünetben munkanapokon 4; hétvégén 6 alkalommal érintett.                               |                                                          |         | |
| ∫ | Sajóbábony, ipari park vonalközi végállomás              | ∫       | 3757, 3760, 3765, 3793, 3795, 3797 |
| ∫ | Sajóbábony, gyártelep                                    | ∫       | 3757, 3760, 3765, 3793, 3795, 3797 |
| ∫ | Sajóbábony, fűtőház                                      | ∫       | 3757, 3760, 3765, 3793, 3795, 3797 |
| ∫ | Sajóbábony, ófalu bejárati út                            | ∫       | 3757, 3760, 3765, 3793, 3795, 3797 |
| ∫ | Sajóbábony, lakótelep                                    | ∫       | 3757, 3760, 3765, 3793, 3795, 3797 |
| 8 | Sajóbábonyi elágazás                                     | 9.4 km  | 3703, 3704, 3707, 3708, 3709, 3711, 3757, 3760, 3761, 3763, 3764, 3765, 3770, 3772, 3773, 3774, 3775, 3776, 3777, 3793, 3795, 3797 |
| 9 | Piltatanyai elágazás                                     | 11.3 km | 3704, 3707, 3708, 3709, 3711, 3761, 3763, 3764, 3765, 3770, 3773, 3774, 3775, 3793 |
| 10 | Sajószentpéter, Kossuth utca 32.                         | 13.1 km | 3704, 3707, 3708, 3709, 3711, 3761, 3763, 3764, 3765, 3770, 3773, 3774, 3775, 3793 |
| 11 | Sajószentpéter, edelényi elágazás                        | 14.0 km | 1369, 1384, 1410, 1411 3761, 3763, 3764, 3765, 3766, 3767, 3769, 3770, 3773, 4098 |
| 12 | Sajószentpéter, posta                                    | 14.6 km | 1384 3761, 3763, 3764, 3765, 3769, 3770, 3773, 4098 |
| 13 | Sajószentpéter, parasznyai elágazás vonalközi végállomás | 15.2 km | 1369, 1384, 1410, 1411 3756, 3761, 3763, 3764, 3765, 3766, 3767, 3769, 3770, 3773, 4049, 4050, 4051, 4098 |
| 14 | Sajószentpéter, Vörösmarty utca 68.                      | 16.1 km | 3756, 4049, 4050 |
| 15 | Sajószentpéter, Elzett-Certa bejárati út                 | 17.4 km | 3756, 4049, 4050 |
| 16 | Sajókápolna, Egressy utca                                | 18.2 km | 3756, 4049, 4050 |
| 17 | Sajólászlófalva, Vörösmarty utca                         | 19.6 km | 3756, 4049, 4050 |
| 18 | Kondói elágazás                                          | 20.7 km | 3756, 4049, 4050 |
| Tanítási napokon 10; tanszünetben munkanapokon 8; szabadnapokon 3; munkaszüneti napokon 4 alkalommal érintett. |                                                          |         | |
| ∫ | Kondó, Szabadság utca                                    | ∫       | 3756, 4049, 4050 |
| ∫ | Kondó, autóbusz-forduló                                  | ∫       | 3756, 4049, 4050 |
| ∫ | Kondó, Szabadság utca                                    | ∫       | 3756, 4049, 4050 |
| 19 | Radostyán, községháza                                    | 21.4 km | 3756, 4049, 4050 |
| 20 | Parasznya, újtelep                                       | 22.3 km | 3756, 4049, 4050 |
| 21 | Parasznya, orvosi rendelő                                | 22.7 km | 3756, 4049, 4050 |
| 22 | Parasznya, emlékmű                                       | 23.1 km | 3756, 4049, 4050 |
| 23 | Parasznya, varbói elágazás                               | 23.5 km | 3756, 4049, 4050 |
| 24 | Varbó, Dózsa György utca 83/b.                           | 24.2 km | 3756, 4049, 4050 |
| 25 | Varbó, Dózsa György utca 37.                             | 24.6 km | 3756, 4049, 4050 |
| 26 | Varbó, emlékmű végállomás                                | 25.0 km | 3756, 4050 |